# Leptogalumna ciliata
Leptogalumna ciliata är en kvalsterart som beskrevs av Balogh 1960. Leptogalumna ciliata ingår i släktet Leptogalumna och familjen Galumnidae. Inga underarter finns listade i Catalogue of Life.